# Vivienne Malone-Mayes
Vivienne Lucille Malone-Mayes (Waco, 10 de fevereiro de 1932 – Waco, 9 de junho de 1995) foi uma matemática afro-estadunidense. Malone-Mayes estudou propriedades de funções, bem como métodos de ensinar matemática. Foi a quinta mulher afro-estadunidense a obter um PhD em matemática nos Estados Unidos, e a primeira afro-estadunidense membro da faculdade da Universidade Baylor.

## Infância e formação
Filha de Pizarro e Vera Estelle Allen Malone. Deparou-se com desafios educacionais associados ao crescimento em uma comunidade afro-estadunidense no sul, incluindo escolas racialmente segregadas, mas o encorajamento de seus pais, ambos educadores, levou-a a buscar sua própria educação. Graduou-se na A. J. Moore High School em 1948. Ingressou na Fisk University com a idade de 16 anos, onde obteve um bacharelado (1952) e um mestrado (1954). Vivienne mudou de medicina para matemática depois de começar a estudar com Evelyn Boyd Granville e Lee Lorch. Granvidlle foi uma das primeiras de duas mulheres afro-estadunidenses a obter um Ph.D. em matemática.
Depois de Lillian K. Bradley em 1960, Malone-Mayes foi uma das primeiras mulheres afro-estadunidenses a receber um PhD em matemática pela Universidade do Texas em Austin (e quinta mulher afro-estadunidense nos Estados Unidos). Foi o primeiro membro afro-estadunidense da faculdade da Universidade Baylor, e a primeira afro-estadunidense eleita para o comitê executivo da Association of Women in Mathematics.

## Vida privada
Malone-Mayes casou com James Mayes em 1952, e teve uma filha, Patsyanne Mayes Wheeler. Morreu de ataque cardíaco em Waco, em 9 de junho de 1995, aos 63 anos de idade.